# ちゃちゃまる
ちゃちゃまる（英:Chachamaru）は、岐阜県揖斐郡池田町をイメージしたゆるキャラである。 2014年10月4日の「みの池田ふるさと祭り」開催時に総選挙を行い同年同月5日に誕生した。 「ゆるキャラグランプリ2019」で7位を受賞した。

## キャラクター誕生経緯
町政60周年を記念してキャラクターデザインを池田町民に公募し、2014年10月4日に開催した「第３７回みの池田ふるさと祭り」で「イケきゃら」総選挙を行い、総数7051票の中から、1916票獲得した「ちゃちゃまる」が選ばれ、翌日5日に発表し誕生した。なお、企画立案から着ぐるみ製作まで役場内の若手職員で構成するプロジェクトチームが主体となって進められた。
「ちゃちゃまる」の着ぐるみは、池田町藤代の霞間ケ渓公園で2015年に開かれた「池田山フェスタ」で初披露された。

## 制作
「ちゃちゃまる」の原案は池田中学校の生徒が手掛けた。
デザイン
- 河村果怜さん[6]

名前
- 武永昇笑さん[6]
- 中島友菜さん[6]

## 特徴
プロフィール
- 住所・・・岐阜県池田町
- 生年月日・・・平成26年10月5日
- 血液型・・・OHL5D3型
- 性別・・・内緒
- 性格・・・ちょっぴりミーハー
- くせ・・・すべて、にんじん基準で考える
- 趣味・・・エプロン収集
- 口癖・・・語尾に「ちゃちゃ」を付ける
- 好きな食べ物・・・カリカリのうめゼリー
- 好きなことば・・・「だれか、にんじんください！」

特徴
- 池田山に生息する「野うさぎ」をモチーフ
- 耳は池田町特産の「美濃いび茶」の葉っぱ。

- 頭には国の名勝天然記念物「霞間ヶ渓」の桜の髪飾り。
- 池田温泉の浴衣と茶摘みのかすり着物を合わせたオリジナルファッション。
- 「池田」と書かれたエプロン。
- 池田温泉のマスコットキャラクター「カエルのふくちゃん」とは大の仲良し。

## 受賞
- ゆるキャラグランプリ2020 - 日本全国14位[8]
- ゆるキャラグランプリ2019 - 日本全国7位、岐阜県内1位（4万7742票）[9]
- ゆるキャラグランプリ2018 - 日本全国21位[10]
- ゆるキャラグランプリ2017 - 日本全国33位[11]
- ゆるキャラグランプリ2016 - 日本全国147位[11]